# Juli Sacrovir
Juli Sacrovir (llatí Julius Sacrovir o Sacroviros) fou un cap hedu de família noble que va rebre la ciutadania romana pels seus servis a l'Imperi.
L'any 21, Sacrovir, aliat al cap dels trèvers Juli Flor, van revoltar als gals, que s'havien anat omplint de deutes.
Flor, amb la gent revoltada, es va fer fort al bosc d'Arduenna, on fou rodejat per les legions romanes i al no poder escapar es va suïcidar.
Sacrovir va tenir més èxit inicialment i amb un fort exèrcit amb majoria d'hedus, va operar un cert temps fins que fou derrotat pel llegat romà Gai Sili a la vora d'Augustodunum (Autun), i igualment es va suïcidar.